# Theope phineus
Theope phineus är en fjärilsart som beskrevs av William Schaus 1913. Theope phineus ingår i släktet Theope och familjen Riodinidae. Inga underarter finns listade i Catalogue of Life.